# Agustín García Calvo

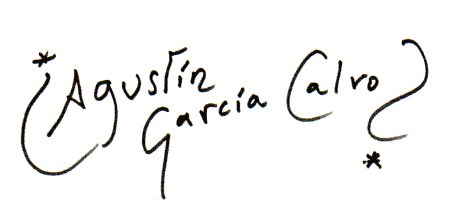
La sua firma

Agustín García Calvo (Zamora, 15 ottobre 1926 – Zamora, 1º novembre 2012) è stato un filologo, scrittore e linguista spagnolo.

## Biografia
Studiò Filologia Classica all'Università di Salamanca, dove ebbe come professore un importante filologo: Antonio Tovar Llorente. Ottenne il dottorato a Madrid all'età di 22 anni, con una tesi intitolata Prosodia y métrica antiguas (Prosodia e metrica antiche). Nel 1951 occupò la Cattedra di Latino dell'Instituto de Zamora. Nel 1959 ottenne una Cattedra di Lingua e Letteratura Latina a Siviglia e, nel 1964, a Madrid, nell'Università Complutense (UCM), occupò la Cattedra di Filologia Latina, finché la dittatura franchista lo destituì dall'Università e dalla Cattedra nel 1965 (insieme ad altri insegnanti quali Enrique Tierno Galván, José Luis López-Aranguren e Santiago Montero Díaz), a causa della sua implicazione nelle proteste studentesche di quegli anni. José María Valverde e Antonio Tovar rinunciarono volontariamente alle loro rispettive cattedre in segno di protesta contro tale decisione. García Calvo subì poi diversi arresti da parte della polizia franchista, finché si esiliò a Parigi, dove insegnò nell'Università di Lille e nel Collège de France. In questo periodo lavorò anche come traduttore per la casa editrice Ruedo Ibérico. A Parigi coordinò un circolo politico nel caffè La boule d'or, nel Quartiere Latino. Nel 1976 venne riammesso alla sua Cattedra dell'Università di Madrid e vi rimase fino al 1991, anno in cui andò in pensione. Fu professore emerito della UCM dal 1991 al 1997.
Fu uno dei membri del Círculo Lingüístico de Madrid insieme a Rafael Sánchez Ferlosio e Carlos Piera.
Nel 1979 fondò la casa editrice Editorial Lucina, mediante la quale pubblicò la maggior parte dei suoi libri.
La sua notorietà si deve in gran parte al suo contributo alla linguistica generale, a quella preistorica o indoeuropea, a quella grecolatina e allo studio dell'espofcont (español oficial contemporáneo). La sua teoria generale sul linguaggio si trova ampiamente descritta nella trilogia Del lenguaje; De la construcción (Del lenguaje II); Del aparato (Del lenguaje III), così come nella raccolta di articoli Hablando de lo que habla. Estudios de lenguaje (Premio Nazionale per la Saggistica in Spagna, nel 1990). Nel 2009 venne pubblicata la sua trilogia Elementos gramaticales, concepita come un'alternativa ai libri di testo scolastici convenzionali destinata ad introdurre i più giovani ai fondamenti della grammatica.

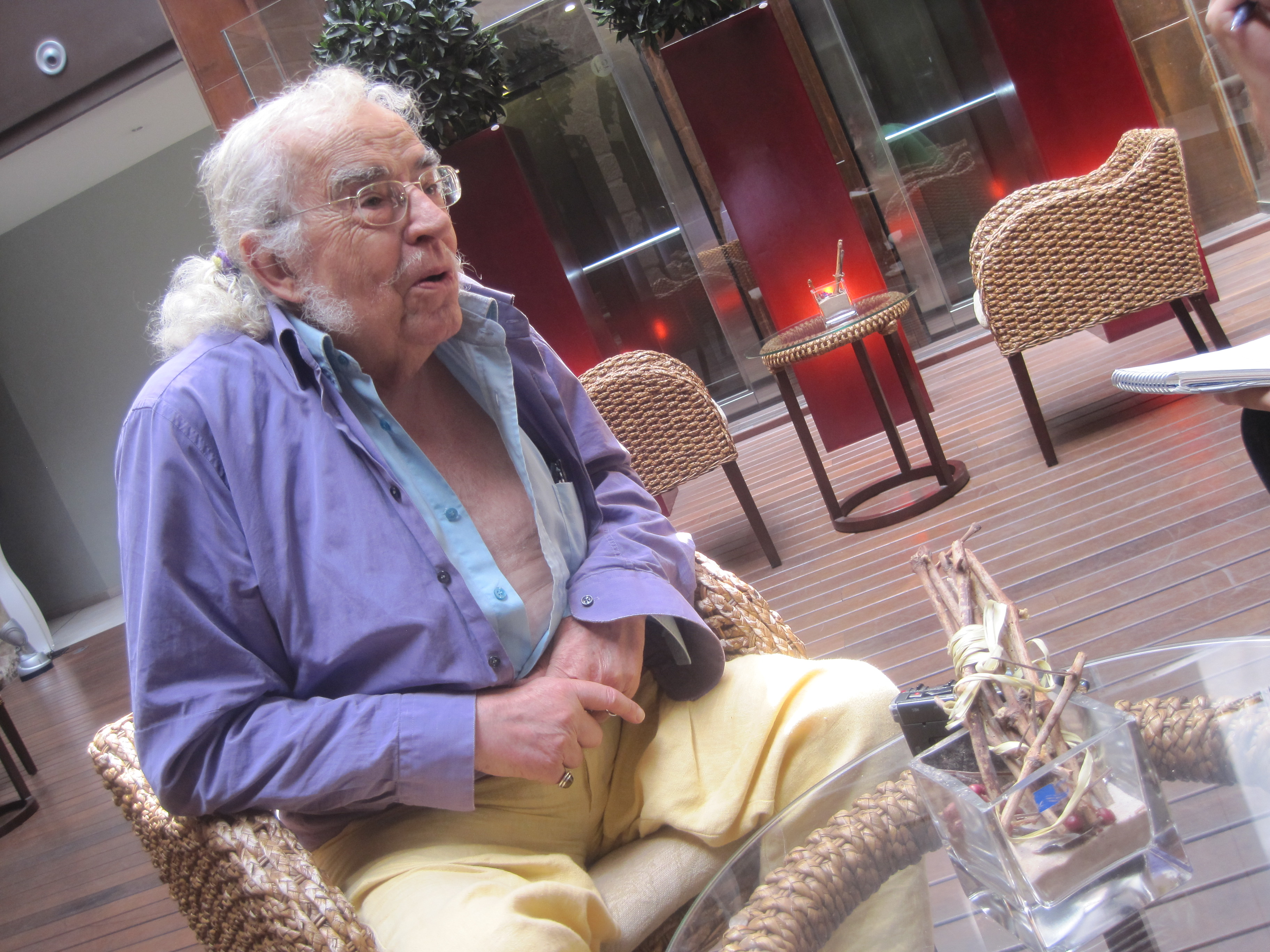
Agustín García Calvo durante i Corsi Estivi dell'Università de La Rioja

Alcuni tra i suoi testi più importanti nell'ambito della Filologia e della Logica sono: Tratado de Rítmica y Prosodia y de Métrica y Versificación; Lecturas presocráticas; Razón común. Edición crítica, ordenación, traducción y comentario de los restos del libro de Heráclito (Lecturas presocráticas II); Contra el tiempo; De Dios; Contra la Realidad.
Come poeta pubblicò, tra gli altri, i libri: Canciones y soliloquios; Más canciones y soliloquios; Del tren (83 notas o canciones); Libro de conjuros; Ramo de romances y baladas; Sermón de ser y no ser; Valorio 42 veces; Relato de amor; 4 canciones de amor perdido y el cínife; Cantar de las dos torres; Sermón de dejar de ser, opera postuma.
Scrisse diverse opere teatrali, tra cui: Ismena; Rey de una hora; Baraja del rey don Pedro (Premio Nazionale di Letteratura Drammatica in Spagna, nel 1999).
Pubblicò anche numerosi articoli e collaborazioni giornalistiche, su alcuni tra i più importanti quotidiani spagnoli (El País; La Razón; La Vanguardia...) e su riviste specializzate, in cui manifestò la sua dura ed ostinata critica alla società, come ad esempio: De mujeres y de hombres; Contra la Pareja; Contra la Paz, contra la Democracia; Análisis de la Sociedad del Bienestar; Noticias desde abajo; Que no, que no.
Svolse un notevole lavoro di traduzione che gli venne riconosciuto dal Ministero spagnolo nel 2006 con il Premio Nazionale all'Opera di un Traduttore. Tradusse specialmente autori antichi, tra i quali: Omero, Eraclito, Parmenide, Sofocle, Aristofane, Lucrezio, Catullo, Orazio, Virgilio; ma anche testi di Sem Tob, del Marchese de Sade, Shakespeare, Georges Brassens, Giuseppe Gioacchino Belli, Paul Valéry.
Su incarico del Governo della Comunità Autonoma di Madrid scrisse nel 1983 l'Himno de la Comunidad de Madrid (Inno della Comunità Autonoma di Madrid), per un prezzo simbolico di una peseta (cifra che attualmente equivale a 0,0060 euro).
Il suo pensiero ha esercitato una grande influenza su diversi intellettuali spagnoli, quali, per citarne alcuni: Fernando Savater, Félix de Azúa, Miguel Ángel Velasco, Javier Marías o Isabel Escudero. Inoltre, le sue poesie hanno dato vita a numerosi adattamenti musicali, come quelli di Amancio Prada o Chicho Sánchez Ferlosio.
Durante i suoi ultimi anni coordinava un circolo politico nell'Ateneo de Madrid. È morto il 1º novembre 2012 a Zamora, a causa d'una insufficienza cardiaca.

## Pensiero politico
Nei suoi scritti e nelle sue conferenze, García Calvo cercò di dar voce ad un sentimento anonimo e popolare che rifiuta le manovre del Potere e mantiene con esse un rapporto di guerra continua. Indispensabile a questa lotta è la denuncia della Realtà come menzogna: e cioè che Essa non è altro che un'idea, la quale, così come spiega l'autore in diverse occasioni, ci viene presentata come il riflesso fedele di "quel che c'è davvero", di tutte le "cose", mentre invero la Realtà è una costruzione astratta, in cui le cose vengono ridotte per forza a idee. Con questa riduzione delle cose a idee, però, non si fa altro che uccidere ciò che nelle cose v'è di imprevedibile ed infinito, e diventa così possibile sottoporle al calcolo, a pianificazioni, schemi e manovre. La gente (anch'essa un caso di "cosa") viene in tal modo organizzata in Individui, sottomessi ad una doppia esigenza contraddittoria: ognuno di loro deve essere individuale, e cioè unico; eppure, pur essendo ognuno uno ed unico, tutti devono essere sommabili indifferentemente in una Massa numerica. È questo il trucco della Democrazia, la quale si fonda, quindi, su questa contraddizione o impossibilità (che il buon senso non può non svelare): che ognuno di noi ha un'identità propria e così è diverso dagli altri, ma che, contemporaneamente, è anche uno di tanti, un elemento come un altro della Massa. Per fortuna, questa organizzazione non è perfetta e presenta sempre brecce ed imperfezioni. Queste brecce García Calvo le chiama "popolo", vale a dire quel che nella gente rimane ancora di imprevedibile, di incontrollabile, di sconosciuto, di non sottoposto a pianificazione e calcolo.
Così, il progresso del Potere nella Storia ha raggiunto il suo apice nelle società democratiche, formate da Masse di Individui (García Calvo precisa inoltre che l'Individuo non s'oppone alla Massa, bensì esso è, appunto, l'elemento indispensabile per la formazione delle Masse). Dato che lo scopo del Progresso è introdurre questo sistema dappertutto, la lotta popolare deve rivolgersi contro la Democrazia o Stato del Benessere, considerando che è questo il regime che amministra la morte del "popolo" nelle società più avanzate (l'unica cosa certa del futuro è la morte, ed il Potere, anticipando il Futuro con costanti piani e programmi -ogni volta più perfetti-, non fa altro che avvicinarci alla morte ed annientare sempre più quel che ci rimane di vita). Inoltre, la sopravvivenza di forme più o meno arcaiche di dominio (come, ad esempio, le dittature comuniste o quelle dei paesi musulmani) serve per giustificare, per via di comparazione, la Democrazia delle società progredite e farla sembrare desiderabile.
Essenziale per il Potere e la Realtà è la figura di Dio, la quale, dopo aver adottato diversi nomi, come ad esempio Uomo (si pensi all'Umanesimo), nella sua forma più moderna o progredita si presenta come Denaro: un'idea onnipresente alla quale tutte le cose sono riducibili (ogni cosa, infatti, ha un prezzo). La religione di questa nuova forma di Dio è la Scienza, che ha la missione di mantenere attuale e vigente l'idea di Realtà e di convincere gli individui del fatto che tutto è sotto controllo: che si ha conoscenza certa di tutto, o, almeno, che se ne avrà in futuro. Eppure, le indagini degli scienziati, specialmente quelle dei fisici, nella misura in cui sono oneste, presentano indizi della resistenza delle cose ad esser ridotte a idee.
Nella Democrazia, lo Stato ed il Capitale sono due volti della stessa cosa. La lotta popolare deve quindi rivolgersi contro entrambi, senza diventare mai né una rivendicazione (la quale implicherebbe il fatto di riconoscere legittimità al Potere) né un'alternativa di governo (che non farebbe altro che contribuire al progresso del Potere). Tale lotta non è individuale (considerando che l'Individuo, costruito a immagine e somiglianza dello Stato, è essenzialmente reazionario e rappresenta il primo nemico del popolo), ma bensì è una lotta della gente, di ciò che rimane del popolo, al di sotto degli individui ed in contraddizione con essi.
Per quanto riguarda i nazionalismi, afferma García Calvo che essi nascono dalla conversione del popolo indefinito, incontabile ed ingovernabile in un'idea ("i popoli", separati e diversi tra di loro) manovrabile e sottomessa al Potere.
Il linguaggio, sostiene l'autore, svolge un ruolo rilevante nell'oppressione del popolo, ma anche nella sua ribellione. Le parole con significato di ogni lingua (il campo semantico) configurano la Realtà, diversa per ogni tribù o gruppo sociale. Nella misura in cui il linguaggio contribuisce a creare l'inganno della Realtà (e cioè: che conosciamo tutte le cose e sappiamo come chiamarle e come manipolarle), rappresenta un'arma contro il popolo. Eppure, nell'uso comune delle parole si producono continuamente barlumi, segni rivelatori, che vengono ad indicare il contrario (ovvero: che non conosciamo tutte le cose; e che nemmeno la Realtà comprende e racchiude tutto ciò che c'è), ed in questo senso il linguaggio, che chiunque può usare ma che non è proprietà di nessuno, è l'espressione popolare per eccellenza.
Esempi concreti della lotta contro la Realtà, nel pensiero di García Calvo, li possiamo trovare nell'attacco contro l'automobile (veicolo individuale per eccellenza) e la difesa del treno; nella lotta contro l'idea, corrente in Spagna, che "Hacienda somos todos"  (e cioè, che tutti quanti facciamo parte del Fisco - o Amministrazione delle finanze); o nella decisione di "scrivere come si parla", in contrasto con l'uso pedante del linguaggio da parte di accademici, eruditi, funzionari e giornalisti.
García Calvo diede il suo appoggio al Movimiento 15-M, in quanto gli sembrò di scorgere in esso, almeno inizialmente, un'espressione popolare, spontanea e imprevedibile di rifiuto verso qualsiasi forma di Potere, compresa quindi anche quella attuale.

## Premi
- Premio Nacional de Ensayo (Premio Nazionale per la Saggistica - Spagna) nel 1990 per Hablando de lo que habla.
- Premio Nacional de Literatura Dramática (Premio Nazionale di Letteratura Drammatica - Spagna) nel 1999 per La Baraja del rey don Pedro.
- Premio Nacional al conjunto de la obra de un traductor (Premio Nazionale all'insieme dell'opera di un traduttore - Spagna) nel 2006.

## Opere

### Grammatica e teoria del linguaggio
- Pequeña introducción a la prosodia latina (Madrid: Sociedad de Estudios Clásicos, 1954).
- Lalia, ensayos de estudio lingüístico de la sociedad (Madrid: Siglo XXI, 1973).
- Del ritmo del lenguaje (Barcelona: La Gaya Ciencia, 1975).
- Del lenguaje (I) (Zamora: Lucina, 1979; 2 ªed correg. 1991).
- De la construcción (Del lenguaje II) (Zamora: Lucina, 1983).
- Del aparato (Del Lenguaje III) (Zamora: Lucina, 1999).
- Hablando de lo que habla. Estudios de lenguaje (Premio Nacional de Ensayo 1990) (Zamora: Lucina, 1989; 2ª ed. 1990; 3ª ed. 1990; 4ª ed. 1993).
- Contra la Realidad, estudios de lenguas y cosas (Zamora: Lucina, 2002).
- Es. Estudio de gramática prehistórica (Zamora: Lucina, 2003).
- Tratado de Rítmica y Prosodia y de Métrica y Versificación (Zamora: Lucina, 2006).
- Elementos gramaticales (Zamora: Lucina, 2009).

### Logica
- De los números (Barcelona: La Gaya Ciencia, 1976).

### Traduzioni e versioni di autori classici greci e romani
- Aristófanes, Los carboneros (Akharneís). Versión rítmica de A. García Calvo (Zamora: Lucina, 1981; 2ª ed. 1998).
- Heráclito, Razón común (Lecturas presocráticas II) Edición, ordenación, traducción y comentario de los restos del libro de Heráclito (Zamora: Lucina, 1985).
- Homero, Ilíada. Versión rítmica de Agustín García Calvo (Zamora: Lucina, 1995).
- Jenofonte, Memorias de Sócrates, Apología, Simposio (traducción, introducción y notas) (Madrid: Alianza Editorial; 1967, Salvat editores, 1971).
- Lecturas presocráticas (Zamora: Lucina, 1981: 3.ª ed. con la traducción y comentario de Parménides renovados, 2001).
- Lucrecio, De Rerum Natura / De la Realidad. Edición crítica y versión rítmica de A. García Calvo (Zamora: Lucina, 1997).
- Plauto, Pséudolo o Trompicón (traducción rítmica, introducción y notas) (Madrid: Cuadernos para el Diálogo, 1971).
- Platón, Diálogos Socráticos, Apología, Teages, Los enamorados, - Cármides, Clitofonte (traducción, introducción y notas) (Barcelona: Salvat Editores, 1972).
- Poesía antigua (De Homero a Horacio) (Zamora: Lucina, 1992).
- Sócrates (en Enciclopedia Universitas, t.II, fasc.30), (Barcelona: Salvat Editores, 1972).
- Sófocles, Edipo Rey. Versión rítmica de A.García Calvo (Zamora: Lucina, 1982; 2ª ed. 1988; 3ªed. 1993).
- Virgilio (estudio biográfico y versión rítmica de las Bucólicas del libro IV de las Geórgicas y del libro VI de la Eneida) (Madrid: Ediciones Júcar, 1976).

### Altre traduzioni e versioni
- Sem Tob, Glosas de sabiduría o proverbios morales y otras rimas (texto crítico, versión, introducción y comentario) (Madrid: Alianza Editorial, 1974).
- Marqués de Sade La filosofía en el "boudoir" (traducción y nota por Agustín García Calvo, ilustraciones de Bartoli. "Libros Buen Amor Loco Amor"). Ruedo Ibérico, París, 1975 (rieditato: Zamora: Lucina, 1980: 2.ªed. 1988. Titolo di questa edizione: Instruir deleitando o Escuela de amor).
- Shakespeare, William, Sonetos de amor (texto crítico, traducción en verso, introducción y notas) (Barcelona: Anagrama, 1974).
- Shakespeare, William, Sueño de noche de verano (Zamora: Lucina, 1980: 2.ª ed. 1988: 3.ªed. 1993).
- Shakespeare, William, Macbeth. Versión rítmica de A. García Calvo. (Zamora: Lucina, 1980).
- Georges Brassens. 19 Canciones. Con versión para cantar de A. García Calvo (Zamora: Lucina, 1983).
- Belli, Giuseppe-Gioachino, 47 sonetos romanescos con las versiones de Agustín García Calvo (Zamora: Lucina, 2006).
- Valéry, Paul, Le Cimetière Marin / El Cementerio Marino con la versión rítmica de Agustín García Calvo (Zamora: Lucina, 2006).
- Anonimo, El cerco de Zamora (Zamora: Lucina, 2015).

### Saggi e politica
- Apotegmas a propósito del marxismo (París: Ruedo Ibérico, 1970).
- Manifiesto contra el despilfarro (Madrid: Banda de Moebius, 1977).
- ¿Qué es el Estado? (Barcelona: La Gaya Ciencia, 1977).
- La venta del alma (Ediciones Libertarias, 1980).[20]
- Actualidades (Zamora: Lucina, 1980).
- Cartas de negocios de José Requejo (Zamora: Lucina, 1981).
- Historia contra tradición. Tradición contra Historia (Zamora: Lucina, 1983; 2ª ed. 1998).
- Familia: la idea y los sentimientos (Zamora: Lucina, 1983; 2ª ed. 1992).
- El amor y los 2 sexos. Del tiempo de amor y olvido (Zamora: Lucina, 1984: 2.ª ed. 1991).
- De la felicidad (Zamora: Lucina, 1986; 2.ª ed. 1989; 3ª ed- 1991, 4ª ed. 2000).
- De los modos de integración del pronunciamiento estudiantil (Zamora: Lucina, 1987).
- Noticias de abajo (Zamora: Lucina, 1991; 2.ª ed. 1991; 3ª ed. 1995).
- Contra la Paz. Contra la Democracia (Barcelona: Editorial Virus, 1993).
- Contra el Tiempo (Zamora: Lucina, 1993; 2ª edición 2001).
- Análisis de la Sociedad del Bienestar (Zamora: Lucina, 1993: 2ª ed. 1995).
- Contra la Pareja (Zamora: Lucina, 1994: 2ª ed. 1995).
- Contra el hombre (con dos epílogos de Isabel Escudero) (Madrid: Fundación de Estudios Libertarios, Anselmo Lorenzo, 1996)
- De Dios (Zamora: Lucina, 1996).
- De mujeres y de hombres (Zamora: Lucina, 1999).
- 37 adioses al mundo (Zamora: Lucina, 2000).[21]
- ¿Qué es lo que pasa? (Zamora: Lucina, 2006). ISBN 84-85708-67-9
- 20 ventanas y 36 adolescencias (Zamora: Lucina, 2006).
- De verde a viejo. De viejo a verde (Zamora: Lucina, 2007).
- Mentiras principales (Zamora:Lucina, 2013). ISBN 978-84-85708-87-1

### Poesia
- Al burro muerto... (Zamora: Lucina, 1998).
- Bebela (Zamora: Lucina, 1987; 2ª ed 2001).
- Canciones y soliloquios (Zamora: Lucina, 1982; 2.ª ed. 1993).
- Del tren (83 notas o canciones) (Zamora: Lucina, 1981).
- Libro de conjuros (Zamora: Lucina, 1979; 2ªed 1981; 3ª ed 1991; 4ª ed. 2000).
- Más canciones y soliloquios (Zamora: Lucina, 1988).
- Ramo de romances y baladas (Zamora: Lucina, 1991).
- Relato de amor (Zamora: Lucina, 1980; 2.ª ed. 1982; 3ªed. 1989; 4ª ed.1993).
- Sermón de ser y no ser, (Madrid: Visor, 1ª ed. 1972, 2ª ed. 1973, 3ª ed. 1977; Zamora: Lucina, 4ª ed. 1980, 5ª ed. 1984, 6ª ed. 1988, 7ª ed. 1995).
- Valorio 42 veces (Zamora: Lucina, 1986).
- Uno o dos en 23 sitios y más (Zamora: Lucina, 2003).[22]
- 4 canciones de amor perdido y el cínife (Logroño: Ediciones del 4 de agosto de 2006).
- Suma del vuelo de los hombres (Zamora: Lucina, 2008).
- Cantar de las dos torres (Zamora: Lucina, 2008).
- Y más aún canciones y otros juegos (Zamora: Lucina, 2008).
- Sólo de lo negado (Monterrey: An.alfa.beta, 2013).
- Yo misma (Zamora: Lucina, 2015)
- Sermón de dejar de ser (Zamora: Lucina, 2016)

### Teatro
- Iliu Persis. Tragicomedia musical en una noche (Madrid: Akal, 1976).
- Feniz o la manceba de su padre (Barcelona: La Gaya Ciencia, 1976).
- Baraja del Rey Don Pedro (Premio Nacional de Literatura Dramática 1999) (Zamora: Lucina, 1998; 2ªed. 1999).
- Ismena. Tragicomedia musical (Zamora: Lucina, 1980).
- Rey de una hora (Zamora: Lucina, 1984).
- Tres farsas trágicas y una danza titánica. "Traspaso», «Dos amores», "Velatorio» y "Rotura», cuatro obras de teatro de una media hora de duración (Zamora: Lucina, 1980).
- Pasión. Farsa trágica (Zamora: Lucina, 2006).
- La rana y el alacrán (Zamora: Lucina, 2007).
- El otro hombre (Zamora: Lucina, 2008).
- Diosas cosas (Zamora: Lucina, 2008).
- Loco de amor (Zamora: Lucina, 2010).

### Racconti
- Eso y ella. 6 cuentos y una charla (Zamora: Lucina, 1987; 2ª ed 1993).
- ¿Qué coños? 5 cuentos y una charla (Zamora: Lucina, 1990; 2ª ed 1991; 3ª ed. 1991: 4ª ed. 1995).
- Locura. 17 casos (Zamora: Lucina, 1997).
- Registro de recuerdos (contranovela) (Zamora: Lucina, 2002) ISBN 84-85708-62-8
- Cosas de la vida. 17 cuentos (Zamora: Lucina, 2009).

### Altro
- De viva voz (Zamora: Lucina, 1981).
- Himno de la Comunidad de Madrid (1983 BOCM).
- Recitaciones de poesía antigua (Zamora: Lucina, 1987).

### Articoli
- Numerosi articoli di filologia e linguistica pubblicati sulle riviste Emérita, Estudios Clásicos, Revista Española de Lingüística, Saber Leer, ecc.
- Articoli politici pubblicati su Archipiélago, El País, Diario 16, La Razón, La Vanguardia, etc.

### Edizioni italiane
- William Shakespeare, Sonnets (a selection) (Carrara: Ombra D'Oro Editrice Multimedia, 2000)
- Della felicità (Aprilia: Ortica Editrice, 2019)
- Sonetti teologici (Forlì: L'arcolaio, 2019)